# 奈良交通西大和営業所
奈良交通西大和営業所（ならこうつうにしやまとえいぎょうしょ）は、奈良県北葛城郡王寺町にある奈良交通の営業所。かつては真美ヶ丘車庫があったが廃止され、当営業所に統合された。最寄りバス停留所は「泉の広場」。奈良県道14号沿い。
一般路線バスは西和地区と呼ばれる香芝市・生駒郡4町・北葛城郡4町の計9市町村を中心に、大和郡山市や奈良市へも足を延ばし、走行自治体数は11となる。西和地区1市7町のコミュニティバスも受託する。かつては大和高田市や大阪府柏原市にも路線があった。

## 歴史
- 1975年：斑鳩町から現在地へ移転。

## 現行路線
三郷駅、王寺駅（北口/南）、五位堂駅、近鉄郡山駅を主なターミナルとする（当記事ではこの並び順に沿って各路線を解説する）。

### 三郷線
- 28：三郷駅 - 立野南二丁目 - 奈良学園大学東口 - 西和清陵高校 - 勢野北三丁目 - 明治橋 - 王寺駅（北口）
- 29：三郷駅 - 立野南二丁目 - 奈良学園大学東口 - 西和清陵高校 - 勢野北三丁目 - 三郷中央公園 - 明治橋 - 王寺駅（北口）

廃止系統
- 15：三郷駅 - 三郷今井 - 湯ノ口 - 城山台一丁目 - 信貴山下駅
- 20：三郷駅 - 三郷今井 - 湯ノ口 - 西和清陵高校 - 万葉荘園 - 信貴山下駅
- 33：三郷駅 → 三郷今井 → 湯ノ口 → 城山台一丁目 → 信貴山下駅 → 万葉荘園 → 湯ノ口 → 三郷今井 → 三郷駅（城山台循環・内回り）
- 35：三郷駅 → 三郷今井 → 湯ノ口 → 万葉荘園 → 信貴山下駅 → 城山台一丁目 → 湯ノ口 → 三郷今井 → 三郷駅（城山台循環・外回り）

路線沿革
- 2013年4月1日：28系統（初代）が新設される。
- 2015年4月1日：
  - 29系統が新設され、15・20・33・35系統が廃止される。
  - 「三郷今井」停留所が「立野南二丁目」に、「湯ノ口」停留所が「奈良学園大学東口」に、「イーストヒルズ勢野西」停留所が「奈良学園大学信貴山グラウンド」にそれぞれ改称される。
- 2017年4月1日：三郷中央公園を経由しない28系統（2代目）が新設され、日中時間帯以外の29系統を置き換える。

### 信貴山線
- 16：信貴山下駅 - 万葉荘園 - 西和清陵高校 - 信貴山
- 18：信貴山下駅 → 万葉荘園
  - 西和清陵高校の休校日は運休となる。
- 32：信貴山下駅 - 万葉荘園 - 西和清陵高校 - 信貴山 - 信貴山門
- 42：王寺駅（北口） - 明治橋 - 信貴山下駅 - 万葉荘園 - 西和清陵高校 - 信貴山 - 信貴山門
- 43：王寺駅（北口） - 明治橋 - 信貴山下駅 - 城山台一丁目 - 城山台五丁目 - 西和清陵高校 - 信貴山 - 信貴山門

廃止された西信貴ケーブルの代替路線であり、経路の殆どが勾配区間となっている。2012年4月から信貴山門へ路線が延伸され、高安山方面への近鉄バスとの乗換が可能となった。
路線沿革
- 2012年4月28日：32系統が新設される。
- 2013年4月1日：42系統が新設され、日中時間帯の32系統を置き換える。
- 2015年4月1日：43系統が新設され、42系統の一部を置き換える。

### 王寺シャープ線
- 62：王寺駅（北口） - 笠町 - 竜田大橋 - 斑鳩町役場 - 法隆寺前
- 63：王寺駅（北口） - 笠町 - 竜田大橋 - 斑鳩町役場 - 法隆寺前 - 中宮寺前 - 幸前口 - 椎木 - 筒井駅 - 国道横田
- 92：王寺駅（北口） - 笠町 - 竜田大橋 - 斑鳩町役場 - 法隆寺前 - 中宮寺前 - 幸前口 - 椎木 - 筒井駅 - 国道横田 - 番匠田中 - シャープ前
  - 平日の朝夕時間帯のみ運行。

廃止系統
- 60：王寺駅（北口） - 笠町 - 竜田大橋 - 斑鳩町役場 - 法隆寺前 - 中宮寺前 - 幸前口 - 椎木 - 筒井駅 - 国道横田 - 番匠田中 - シャープ前 - JR奈良駅 - 近鉄奈良駅 - 高畑町

路線沿革
- 2008年3月14日：60系統が廃止され、路線名が「奈良王寺線」から「王寺シャープ線」に改称される[1]。
- 2010年3月26日：バスロケーションシステムが導入される[2]。

### 西大和団地線
- 2：王寺駅（南） - 王寺町役場 - 星和台一丁目 - 中山台二丁目 - 片岡台三丁目 - 桜ヶ丘三丁目 - 桜ヶ丘一丁目
- 急行2：王寺駅（南）→ 星和台一丁目 → 中山台二丁目 → 片岡台三丁目 → 桜ヶ丘三丁目 → 桜ヶ丘一丁目
  - 2020年3月14日のダイヤ改正で新設。朝時間帯のみ運行。王寺町役場、葛下を通過する。
- 4：王寺駅（南） → 王寺町役場 → 星和台一丁目 → 中山台二丁目 → 広瀬台二丁目 → 桜ヶ丘一丁目 → 桜ヶ丘三丁目 → 片岡台三丁目 → 中山台二丁目 → 星和台一丁目 → 王寺町役場 → 王寺駅（南）（西大和団地循環・外回り）
- 5：王寺駅（南） - 王寺町役場 - 星和台一丁目 - 中山台二丁目 - 広瀬台二丁目 - 桜ヶ丘一丁目
- 6：王寺駅（南） → 王寺町役場 → 星和台一丁目 → 中山台二丁目 → 広瀬台二丁目 → 桜ヶ丘一丁目 → 桜ヶ丘三丁目
- 9：片岡台三丁目 → 中山台二丁目 → 大輪田駅
  - 平日の朝時間帯に1本のみ運行。

日中はおもに2系統（片岡台経由）・5系統（広瀬台経由）が、夕方以降は広瀬台先回りの4系統・6系統が運行される。
廃止系統
- 1：片岡台三丁目 → 中山台二丁目 → 星和台一丁目 → 王寺町役場 → 王寺駅（南）
  - 2020年3月14日のダイヤ改正で廃止された。

### 王寺五位堂線
- 3：王寺駅（南）- 王寺町役場 - 星和台一丁目 - 中山台二丁目 - 片岡台三丁目 - 下牧南口 - 上牧町文化センター - 上牧町役場 - 上牧出合
- 13：王寺駅（南）-（この間上記の3系統に同じ）- 上牧出合 - 馬見北九丁目 - 香芝高校 - 真美ヶ丘一丁目 - 五位堂駅
- 15：王寺駅（南）-（この間上記の3系統に同じ）- 上牧町文化センター - ラスパ西大和 - 上牧出合
- 16：王寺駅（南）-（この間上記の3系統に同じ）- 上牧町文化センター - ラスパ西大和 - 米山台 - 服部記念病院

廃止系統
- 8：王寺駅（南） -（この間上記の3系統に同じ）- 上牧町役場 - 米山台 - 服部記念病院
- 14：王寺駅（南）- 王寺町役場 - 星和台一丁目 - 中山台二丁目 - 星和台二丁目 - 片岡台三丁目 - 桜ヶ丘三丁目 - 桜ヶ丘一丁目 - 桜ヶ丘三丁目 - 下牧南口 - 上牧町文化センター - アピタ西大和 - 上牧出合 -（この間上記の13系統に同じ）- 五位堂駅
- 17：王寺駅（南）-（この間上記の3系統に同じ）- 上牧町文化センター - ラスパ西大和 - 上牧出合 -（この間上記の13系統に同じ）- 五位堂駅
- 19：王寺駅（南）- 王寺町役場 - 星和台一丁目 - 中山台二丁目 - 星和台二丁目 - 片岡台三丁目 - 桜ヶ丘三丁目 - 桜ヶ丘一丁目 - 桜ヶ丘三丁目 - 下牧南口 -（この間上記の13系統に同じ）- 五位堂駅

路線沿革
- 2013年12月16日：14・15系統が新設される[3]。
- 2016年3月19日：
  - 8・14系統が廃止される[4]。
  - 16・17・19系統が新設される[4]。
- 2020年3月14日：施設名の改称に伴い、「アピタ西大和」停留所が「ラスパ西大和」に改称される。
- 2022年3月12日：19系統が廃止される（13系統に置き換え）[5]。
- 2023年3月18日：17系統が廃止される（13系統に置き換え）[6]。

### 王寺ニュータウン線
- 21：王寺駅（南） - 追分 - 天平台 - 明神一丁目 - 明神四丁目
- 23：王寺駅（南） - 大峯 - 南元町 - 明神一丁目 - 明神四丁目
- 25：王寺駅（南） → 大峯 → 南元町 → 明神一丁目 → 明神四丁目 → 畠田八丁目 → 王寺本町二丁目 → 王寺町役場 → 王寺駅（南）（王寺ニュータウン循環・内回り）
- 26：王寺駅（南） → 王寺町役場 → 王寺本町二丁目 → 畠田八丁目 → 明神四丁目 → 明神一丁目 → 南元町 → 大峯 → 王寺駅（南）（王寺ニュータウン循環・外回り）

2023年10月1日現在、25系統は午後に、26系統は午前にそれぞれ運行。
廃止系統
- 12：明神一丁目 → 明神四丁目 → 畠田八丁目 → 王寺本町二丁目 → 王寺町役場 → 王寺駅（南）
- 82：王寺駅（北口） - 王寺町役場 - 王寺本町二丁目 - 畠田八丁目 - 明神四丁目 - 明神一丁目
  - 王寺駅南口ロータリーの混雑対策のため、おおむね午前8:30までは北口発着の当系統が運行されていた。

路線沿革
- 2023年10月1日：12・82系統が廃止され、21・23系統の一部の便と共に26系統に置き換えられる。[7]

### 白鳳台住宅線
- 10：王寺駅（南） - 王寺町役場 - 畠田八丁目 - 畠田南 - 白鳳台（はくほうだい）二丁目
  - 日中時間帯の白鳳台二丁目行き6本は、白鳳台中央 - 白鳳台二丁目間で白鳳台二丁目南を経由する。
- 80：王寺駅（北口） - 王寺町役場（白鳳台二丁目ゆきのみ停車）- 畠田八丁目 - 畠田南 - 白鳳台二丁目
  - 王寺駅南口ロータリーの混雑対策のため、おおむね午前8:30までは北口発着の当系統が運行される。

### 西真美線
- 31：五位堂駅 - 西真美（にしまみ）三丁目 - 西真美二丁目 - 西真美

2023年10月1日現在、朝夕のみ運行。

### 真美ヶ丘線
- 32：五位堂駅 - 真美ヶ丘一丁目 - 真美ヶ丘東小学校 - 馬見南二丁目
- 34：五位堂駅 - 真美ヶ丘一丁目 - 香芝高校 - 馬見北九丁目 - 馬見北六丁目 - 馬見北一丁目
- 35：五位堂駅 - 真美ヶ丘一丁目 - 真美ヶ丘東小学校 - 馬見南六丁目 - 馬見中二丁目 - 馬見北一丁目 - - 馬見北三丁目
- 36：五位堂駅 → 真美ヶ丘一丁目 → 真美ヶ丘東小学校 → 馬見南六丁目 → 真美ヶ丘センター → 香芝高校 → 真美ヶ丘一丁目 → 五位堂駅（五位堂真美ヶ丘循環）
- 37：五位堂駅 - 真美ヶ丘一丁目 - 香芝高校 - 真美ヶ丘センター - 馬見南六丁目 - 馬見南二丁目
- 43：五位堂駅 - 西真美三丁目 - 真美ヶ丘東小学校 - 馬見南六丁目 - 馬見中二丁目 - 馬見北一丁目 - 馬見北三丁目 - 馬見丘陵公園
- 45：五位堂駅 -（この間上記の43系統に同じ）- 馬見北三丁目

2023年10月1日現在、32・36系統は平日ダイヤ施行日の朝方のみ運行、昼間時間帯は34・37・43系統がそれぞれ1時間あたり2本（土曜・休日ダイヤ施行日は1時間あたり1本）運転される。
廃止系統
- 33：五位堂駅 - 真美ヶ丘一丁目 - 真美ヶ丘東小学校 - 馬見南六丁目 - 馬見中二丁目 - 馬見北一丁目 - 馬見北三丁目 - 馬見丘陵公園

路線沿革
2023年10月1日：33系統の全便と35系統の日中・夜間の便をそれぞれ新設の43・45系統に置き換え、31系統は朝夕のみの運行に変更される。

### 奈良法隆寺線
- 51：近鉄郡山駅 → やまと郡山城ホール → 矢田筋 (とんまさ前)→ 片桐池の内 →  小泉 → 幸前口 → 中宮寺前 → 法隆寺前
- 88：春日大社本殿 → 県庁前 → 近鉄奈良駅 → JR奈良駅 → 大森町 → 三条大路五丁目 → 唐招提寺東口 → 薬師寺東口 → 小川町 → やまと郡山城ホール → 近鉄郡山駅
- 97（→）・98（←）：法隆寺前 - 中宮寺前 - 法起寺前 - 片桐西小学校 - 郡山総合庁舎（平日ダイヤの開庁時間帯のみ経由）- 片桐池の内 - 矢田筋 - やまと郡山城ホール - 近鉄郡山駅 - やまと郡山城ホール - 小川町 - 薬師寺駐車場（一部便は経由せず）- 薬師寺東口 - 唐招提寺東口 - 三条大路五丁目 - 大森町 - JR奈良駅 - 近鉄奈良駅 - 県庁前 - 春日大社本殿
  - 97・98系統には「奈良・西の京・斑鳩回遊ライン」の愛称があり、同系統への充当車両は専用のヘッドマークを装着する。
  - 2023年10月1日現在、51系統は休日ダイヤ施行日の朝方（8時台）に法隆寺前ゆき1本のみを、88系統は夕方に近鉄郡山駅ゆき1本のみを運行。また97系統の最終便（16時台）は県庁前までの運行となっている。

廃止系統
- 50：法隆寺前 - 中宮寺前 - 法起寺前 - 片桐西小学校 - 片桐池の内 - 矢田筋 - やまと郡山城ホール - 近鉄郡山駅
- 52：法隆寺前 - 中宮寺前 - 幸前口 - 小泉 - 片桐池の内 - 矢田筋 - やまと郡山城ホール - 近鉄郡山駅 - やまと郡山城ホール - 小川町 - 薬師寺東口 - 唐招提寺東口 - 三条大路五丁目 - 大森町 - JR奈良駅 - 近鉄奈良駅 - 県庁前 - 東大寺大仏殿・春日大社前（復路は東大寺大仏殿・国立博物館始発）
- 89：近鉄郡山駅 -（この間上記の52系統に同じ）- 東大寺大仏殿・春日大社前（復路は東大寺大仏殿・国立博物館始発）
- 98（初代）：法隆寺前 -（この間上記の52系統に同じ）- 県庁前 - 春日大社本殿

路線沿革
- 2008年12月16日：89系統が廃止される。
- 2013年3月17日：平日ダイヤの開庁時間帯に限り、97系統が郡山総合庁舎を経由するようになる。
- 2018年3月17日：
  - 52系統・98系統（初代）が廃止される。
  - 外国人観光客の誤乗防止のため、97系統の復路（法隆寺前行き）を、98系統（2代目）として分離する。
- 2020年3月14日：50系統が廃止される。

### 郡山小泉線
- 20：近鉄郡山駅 - やまと郡山城ホール - 矢田筋（とんまさ前） - 奈良高専 - 横山口 - 矢田寺前
- 71：近鉄郡山駅 - やまと郡山城ホール - 矢田筋（とんまさ前） - アピタ - 奈良高専 - 横山口 - 矢田山町 - 泉原町 - 松尾寺口 -片桐西小学校 - 慈光院 - 大和小泉駅東口
- 72：近鉄郡山駅 - やまと郡山城ホール - 矢田筋（とんまさ前） - 奈良高専 - 横山口 - 矢田山町 - 泉原町 - 松尾寺口 - 慈光院 - 片桐西小学校 - 大和小泉駅東口
- 73：大和小泉駅東口 -（この間上記の71系統に同じ）- 矢田山町

2007年（平成19年）10月1日、郡山斑鳩線と小泉矢田線を統合する形で運行開始。運行開始以来エヌシーバス郡山営業所（委託／小型バス使用）と共管していたが、2023年（令和5年）3月18日のダイヤ変更にて当所での単独運行（全便大型バス使用）に変更された。

### 奈良学園線
- 24：近鉄郡山駅 - やまと郡山城ホール - 矢田筋 - 片桐池の内 - 片桐西小学校 - 山田町 - 奈良学園
- 急行・文：近鉄郡山駅 → 奈良学園
  - 途中の停留所はすべて通過する。
  - 奈良営業所・北大和営業所と共管。
  - 奈良学園の休校日は運休となる。
- 急行・文：大和小泉駅東口 - 山田町 - 奈良学園（途中山田町のみ停車）
  - 山田町のみ停車。
  - エヌシーバス郡山営業所と共管。
  - 奈良学園の休校日は運休となる。

### コミュニティバス
- 香芝市コミュニティバス

## 廃止・撤退路線

### 王寺藤井線
- 22：王寺駅 - 藤井 - 三郷駅

2007年4月1日から1年間試験運行した後、2008年4月に本数削減の上6月末まで試験運行の延長を行ったが、利用客の低迷で本格運用に入らず同年6月30日をもって廃止になった。

### 勢野住宅線
- 29：三郷駅→三郷今井→湯ノ口→城山台五丁目→イーストヒルズ勢野（せや）西→イーストヒルズ勢野北→イーストヒルズ勢野中→イーストヒルズ勢野西→城山台五丁目→湯ノ口→三郷今井→三郷駅（イーストヒルズ勢野循環）

※2010年9月16日のダイヤ改正にて、下記の36系統に変更される形で廃止された。
- 36：王寺駅北口 - 明治橋 - イーストヒルズ勢野東 - イーストヒルズ勢野中 - イーストヒルズ勢野北

※2010年9月16日のダイヤ改正にて上記の29系統を王寺駅発着に変更する形で新設されたが、2013年10月1日のダイヤ改正にて廃止された。

### 郡山斑鳩線
- 20：近鉄郡山駅 - やまと郡山城ホール - 郡山天理教前 - 矢田筋 - 矢田口町西口 - 奈良高専 - 横山口 - 矢田寺
- 21：近鉄郡山駅 - （この間上記の20系統に同じ） - 横山口 - 矢田山町
- 22：近鉄郡山駅 - （この間上記の21系統に同じ） - 矢田山町 - 泉原町
- 23：近鉄郡山駅 - （この間上記の22系統に同じ） - 泉原町 - 小泉出屋敷 - 法起寺前 - 中宮寺前 - 法隆寺前 - 法隆寺駅筋 - 目安
- 24：近鉄郡山駅 - （この間上記の23系統に同じ） - 目安 - 泉台住宅

1992年（平成4年）11月から2000年（平成12年）6月までの間は郡山営業所（1998年（平成10年）に奈良営業所に吸収合併）が担当していた。21系統は1992年（平成4年）に、23・24系統は1998年（平成10年）までにそれぞれ廃止され、22系統も郡山小泉線の運行開始と同時に廃止された。20系統は郡山小泉線に継承された。

### 三郷循環線
- 30：信貴山下駅→城山台一丁目→湯ノ口→三郷今井→三郷駅→称名寺（しょうみょうじ）→三郷町役場→明治橋→王寺駅（北）→勢野（せや）東六丁目→近鉄勢野北口駅→イーストヒルズ勢野中→イーストヒルズ勢野西→万葉荘園前→信貴山下駅（三郷循環内回り）
- 31：信貴山下駅→万葉荘園前→イーストヒルズ勢野西→イーストヒルズ勢野中→近鉄勢野北口駅→勢野東六丁目→王寺駅（北）→明治橋→三郷町役場→称名寺→三郷駅→三郷今井→湯ノ口→城山台一丁目→信貴山下駅（三郷循環外回り）

2010年3月19日現在、両系統共に1日4本ずつのみを運行。
2011年12月1日改正で廃止になり、予約制タクシーに移行した。

### 奈良学園大学線
- 14：三郷駅 - 立野南二丁目 - 奈良学園大学
- 28：王寺駅（南） - 三郷駅 - 三郷今井 - 奈良産業大学

2014年4月1日、「奈良産業大学」停留所が「奈良学園大学」へ改称。また同日、28系統が廃止される。
2022年4月1日、奈良学園大学三郷キャンパスの閉鎖に伴い、14系統が廃止される。

### 高速やまと号 横浜線
- 五位堂駅 - 上牧町役場前 - 片岡台三丁目 - 王寺駅（南） - 法隆寺前 - 中宮寺東口（五位堂駅ゆきのみ停車） - 近鉄郡山駅 - JR奈良駅 - 近鉄奈良駅 - 天理駅 - 大和高原都祁（針インター） - 大和高原山添（国道山添） - （名阪国道・東名阪自動車道・伊勢湾岸自動車道・東名高速道路） - 本厚木駅 - 町田バスセンター（町田駅） - 横浜駅（東口） - 上大岡駅 - 港南台駅 - 神奈川中央交通本郷車庫

横浜神奈交バス（神奈中グループ）との共同運行であったが、2008年（平成20年）10月1日の東京ディズニーリゾート・横浜線の運行開始に伴い、千葉線と共に廃止された。
なお、2005年（平成17年）10月31日出発便までは、中宮寺東口には停車せずに矢田山町に停車し、名古屋周辺では伊勢湾岸自動車道は経由していなかった。

### 高速やまと号 東京ディズニーリゾート・横浜線
2008年（平成20年）10月1日、これまでの横浜線と千葉線を統合する形で運行開始。　京成バス・神奈川中央交通と共同運行（神奈川中央交通は予約・発券業務のみ）。「やまと号」の項も参照。
- 五位堂駅 - 上牧町役場前 - 片岡台三丁目 - 王寺駅（南） - 法隆寺前 - 中宮寺（ちゅうぐうじ）東口（五位堂駅ゆきのみ停車） - 近鉄郡山駅 - JR奈良駅 - 近鉄奈良駅 - 天理駅 - 大和高原都祁（針インター） - 大和高原山添（国道山添） - （名阪国道・東名阪自動車道・伊勢湾岸自動車道・東名高速道路） - 本厚木駅 - 横浜駅（YCAT） - 京成上野駅 - 東京ディズニーリゾート - 西船橋駅 - 京成津田沼駅 - JR津田沼駅

※ 東京ディズニーリゾート・・・海浜幕張駅ゆき・五位堂駅ゆきとも東京ディズニーシー・東京ディズニーランドの順に停車。当該施設が休園日の場合は当該停留所には停車しない。
2022年4月27日から奈良側の発着地が五位堂駅から大和西大寺駅南口へ変更され、奈良営業所の担当となった。